# Mack Reynolds
 (février 2022).
Pour les articles homonymes, voir Reynolds.
Dallas McCord « Mack » Reynolds, né le 11 novembre 1917 à Corcoran en Californie et mort le 30 janvier 1983 à San Luis Potosí (Mexique), est un écrivain américain de science-fiction.
Il a aussi écrit sous les pseudonymes de Clark Collins, Mark Mallory, Guy McCord, Dallas Ross ou Maxine Reynolds. 
Beaucoup de ses récits ont été publiés dans Galaxy Science Fiction et Worlds of If Magazine. 
Il a été assez connu dans les années 1960, mais la plupart de ses romans et nouvelles ne sont plus édités.

## Biographie
Mack Reynolds est né à Corcoran en Californie. Il était l'aîné de trois enfants de Verne et Pauline Reynolds. Son père a été candidat au poste de Vice-président des États-Unis pour le Socialist Labor Party en 1924, et candidat à la Présidence en 1928 et 1932.
Le jeune Mack restera ultérieurement marqué par ces origines populaires, essayant de trouver dans ses écrits des réponses économiques aux problèmes contemporains.
En 1935, lycéen et âgé de 18 ans, il adhère au Socialist Labor Party, suivant son père dans des meetings.
Il devient par la suite journaliste entre 1936 et le début des années 1940. Il se marie en 1937 avec Evelyn Sandell et aura par la suite trois enfants (prénommés Emil, LaVerne et Dallas Jr) avec elle.
Il travaille pour IBM en 1943.
En 1944, Mack rejoint l'armée (US Army Transportation Corps, et est basé dans les Philippines en tant que timonier.
À la fin de la guerre, lors de la démobilisation, il se sépare d'Evelyn.
Il vend sa première nouvelle en 1946 pour le magazine Esquire ; il a 29 ans.
Il se remarie en 1947 avec Helen Jeanette Wooley. Deux ans après, tous deux vont vivre à Taos, au Nouveau-Mexique, où se trouvait Fredric Brown, son partenaire d'écriture qui l'avait convaincu de se lancer dans la science-fiction.
Sa première nouvelle de science-fiction est The Galactic Ghost (Le fantôme galactique), vendue en 1949 mais inédite jusqu'en 1954. 
Son épouse et lui vont ensuite vivre au Mexique dans les années 1950.
Il travaille pour un magazine masculin, Rogue, et voyage autour du monde, tout en écrivant des romans et des nouvelles. Il a également écrit pour la collection terra Nova.

## Thèmes de ses récits
La plupart des récits de Reynolds prennent place dans des sociétés utopiques, notamment où l'espéranto serait une langue universelle
Il a notamment envisagé la création des ordinateurs portables ou des tablettes tactiles, ainsi qu'un réseau mondial d'ordinateurs qui n'est pas sans rappeler Internet.
Beaucoup de ses romans ont été écrits dans le contexte d'une société avec des gens très mobiles, et dans laquelle peu de personnes gardaient une résidence fixe.
Reynolds a aussi le premier auteur à écrire un roman original basé sur la série Star Trek de NBC. Cet ouvrage, intitulé Mission to Horatius (1968), était destiné à un public adolescent.

## Œuvres

### Romans
- (en) The Case of the Little Green Men, 1951
- (en) Mercenary From Tomorrow, 1962
- (en) The Earth War, 1963
- (en) Sweet Dreams, Sweet Princes, 1964
- (en) Space Pioneer, 1965
- (en) Planetary Agent X, 1965
- (en) Dawnman Planet, 1966
- La Puissance d'un dieu, Le Masque Science-fiction, 1979 ((en) Of Godlike Power, 1966)Également paru en langue originale sous le titre Earth Unaware
- (en) The Rival Rigelians and Planetary Agent X, 1967
- (en) After Some Tomorrow, 1967
- (en) Code Duello, 1968
- (en) The Cosmic Eye, 1969
- (en) Computer War, 1969
- (en) The Space Barbarians, 1969
- (en) The Five Way Secret Agent, 1969
- (en) Computer World, 1970
- (en) Once Departed, 1970
- (en) Black Man's Burden, 1972
- (en) Border, Breed, Nor Birth, 1972
- (en) Looking Backward from the Year 2000, 1973
- (en) Depression or Bust and Dawnman Planet, 1974
- (en) Commune 2000 A.D., 1974
- (en) The Towers of Utopia, 1975
- (en) Satellite City, 1975
- (en) Amazon Planet, 1975
- (en) The Cosmic Eye, 1975
- (en) Ability Quotient, 1975
- (en) Tomorrow Might Be Different, 1975
- (en) Day After Tomorrow, 1976
- (en) Section G: United Planets, 1976
- (en) Rolltown, 1976
- (en) Galactic Medal of Honor, 1976
- (en) After Utopia, 1977
- (en) Perchance to Dream, 1977
- (en) Space Visitor, 1977
- (en) Police Patrol: 2000 A.D., 1977
- (en) Equality in the Year 2000, 1977
- (en) Trample an Empire Down, 1978
- (en) The Best Ye Breed, 1978
- (en) Brain World, 1978
- (en) The Fracas Factor, 1978
- (en) Lagrange Five, 1979
- (en) The Lagrangists, 1983
- (en) Chaos in Lagrangia, 1984
- (en) Eternity, 1984
- (en) Home, Sweet Home 2010 A. D., 1984
- (en) The Other Time, 1984
- (en) Space Search, 1984
- (en) Trojan Orbit, 1985
- (en) Deathwish World, 1986

### Collections
- (en) The Best of Mack Reynolds, 1976
- (en) Compounded Interests, 1983

### Contribution à des séries

#### Star Trak
- (en) Mission to Horatius, 1968

### Anthologie
- (en) Science Fiction Carnival, 1953Écrit avec Fredric Brown.

### Nouvelles
- (en) The Martians and the Coys, 1948
- Dessinateur-humoristique ((en) The Joke Cartoonist, 1949)Écrit avec Fredric Brown.
- (en) Isolationist, 1950
- (en) The Devil Finds Work, 1950
- (en) Long Beer, Short Horn, 1950
- (en) Six-Legged Svengali, 1950Écrit avec Fredric Brown.
- Sombre Interlude ((en) Dark Interlude, 1951)Écrit avec Fredric Brown.
- (en) The Business, as Usual, 1952
- Moi, Flapjack et les Martiens ((en) Me and Flapjack and the Martians, 1952)Écrit avec Fredric Brown.
- (en) Your Soul Comes C.O.D., 1952
- (en) No Return from Elba, 1953
- Nous ferons route ensemble, 1954 ((en) And Thou Beside Me, 1953)
- Le Porte-guigne, 1954 ((en) Prone, 1954)
- (en) The Adventure of the Ball of Nostradamus, 1955Écrit avec August Derleth.
- (en) Burnt Toast, 1955
- (en) Meddler's World, 1955Écrit avec Theodore Cogswell.
- (en) Compounded Interest, 1956
- (en) Snafu on the New Taos, 1957
- (en) Obedience Guaranteed, 1957
- (en) Unborn Tomorrow, 1959
- (en) The Hunted Ones, 1959
- (en) I'm a Stranger Here Myself, 1960
- (en) Russkies Go Home!, 1960
- (en) Summit, 1960
- (en) Revolution, 1960
- (en) Adaptation, 1960
- (en) Combat, 1960
- (en) Gun for hire, 1960
- (en) Freedom, 1961
- (en) Ultima Thule, 1961
- (en) Farmer, 1961
- (en) Status Quo, 1961Nommée au prix Hugo de la meilleure nouvelle courte 1962
- (en) Black Man's Burden, 1961
- (en) Earthlings Go Home, 1962
- Le Mercenaire, 1980 ((en) Mercenary, 1962)
- (en) Good Indian, 1962
- (en) Subversive, 1962
- (en) Frigid Fracas, 1963
- (en) Expediter, 1963
- (en) Spaceman on a Spree, 1963
- (en) Pacifist, 1963
- (en) Genus traitor, 1964
- (en) Sweet Dreams, Sweet Prince, 1965
- (en) Fad, 1965
- L'Aventure de la boule de Nostradamus ((en) The Adventure of the Extraterrestrial, 1965)Nommée au prix Nebula de la meilleure nouvelle longue 1965
- (en) Of Godlike Powers, 1965
- (en) Space pioneer, 1965
- Un guerrier d'avenir ((en) A Leader for Yesteryear, 1965)Nommée au prix Nebula de la meilleure nouvelle courte 1965
- (en) Last of a Noble Breed, 1965
- (en) Time of War, 1965
- (en) The Switcheroo Revisited, 1966
- (en) Your Soul Comes C.O.D., 1966
- (en) Survivor, 1966
- (en) Arena, 1966
- (en) Amazon Planet, 1966
- (en) Relic, 1967
- (en) The Enemy Within, 1967
- (en) The Throwaway Age, 1967
- (en) Computer War, 1967
- (en) Depression or Bust, 1967
- (en) Fiesta Brava, 1967
- (en) Coup, 1967
- (en) Psi Assassin, 1967
- Criminel en utopie ((en) Criminal in Utopia, 1968)
- (en) Extortion, Inc., 1969
- (en) The Five Way Secret Agent, 1969
- L'Affaire du Tacot jetable (1979)
- (en) Black Sheep Astray, 1973
- (en) The Cold War...Continued, 1973
- (en) Hell's Fire, 1980Écrit avec Gary Jennings.
- (en) Golden Rule, 1980
- (en) What the Vintners Buy, 1980
- (en) The Union Forever, 1980